# Basketbal na Letních olympijských hrách 1948
Turnaj se odehrál v rámci XIV. olympijských her ve dnech 30. července – 13. srpna 1948 v Londýně.
Turnaje se zúčastnilo 23 mužstev, rozdělených do tří šestičlenných a jedné pětičlenné skupiny. První dva celky postoupily do bojů o medaile, týmy na třetím a čtvrtém místě hrály o 9. - 16. místo a týmy na pátém a šestém místě hrály o 17. - 23. místo. Zápasy o umístění se hrály vylučovacím způsobem. Olympijským vítězem se stal podruhé celek USA.

## Turnaj mužů
| Zlato   | Spojené státy americké (USA) |
| Stříbro | Francie (FRA)                |
| Bronz   | Brazílie (BRA)               |

### Základní skupiny

#### Skupina A
|    |                | BRA   | URU   | CAN   | HUN   | ITA   | GBR   | V | P | Skóre   | B  |
| 1. | Brazílie       | ***   | 36:31 | 57:35 | 45:41 | 47:31 | 76:11 | 5 | 0 | 261:149 | 10 |
| 2. | Uruguay        | 31:36 | ***   | 50:52 | 49:31 | 46:34 | 69:17 | 3 | 2 | 245:170 | 8  |
| 3. | Kanada         | 35:57 | 52:50 | ***   | 36:37 | 55:37 | 44:24 | 3 | 2 | 222:205 | 8  |
| 4. | Maďarsko       | 41:45 | 31:49 | 37:36 | ***   | 32:19 | 60:23 | 3 | 2 | 201:172 | 8  |
| 5. | Itálie         | 31:47 | 34:46 | 37:55 | 19:32 | ***   | 49:28 | 1 | 4 | 170:208 | 6  |
| 6. | Velká Británie | 11:76 | 17:69 | 24:44 | 23:60 | 28:49 | ***   | 0 | 5 | 103:298 | 5  |

#### Skupina B
|    |             | CHI    | KOR    | BEL   | PHI    | CHN    | IRQ    | V | P | Skóre   | B |
| 1. | Chile       | ***    | 21:28  | 36:38 | 68:39  | 44:39  | 100:18 | 3 | 2 | 269:162 | 8 |
| 2. | Jižní Korea | 28:21  | ***    | 29:27 | 33:35  | 48:49  | 120:20 | 3 | 2 | 258:152 | 8 |
| 3. | Belgie      | 38:36  | 27:29  | ***   | 35:34  | 34:36  | 98:20  | 3 | 2 | 232:155 | 8 |
| 4. | Filipíny    | 39:68  | 35:33  | 34:35 | ***    | 51:32  | 102:30 | 3 | 2 | 261:198 | 8 |
| 5. | Čína        | 39:44  | 49:48  | 36:34 | 32:51  | ***    | 125:25 | 3 | 2 | 281:202 | 8 |
| 6. | Irák        | 18:100 | 20:120 | 20:98 | 30:102 | 25:125 | ***    | 0 | 5 | 113:545 | 5 |

#### Skupina C
|    |           | USA   | TCH   | ARG   | PER   | EGY   | SUI   | V | P | Skóre   | B  |
| 1. | USA       | ***   | 53:28 | 59:57 | 61:33 | 66:28 | 86:21 | 5 | 0 | 325:167 | 10 |
| 2. | ČSR       | 28:53 | ***   | 45:41 | 38:30 | 52:38 | 54:28 | 4 | 1 | 317:190 | 9  |
| 3. | Argentina | 57:59 | 41:45 | ***   | 42:34 | 57:38 | 49:23 | 3 | 2 | 246:199 | 8  |
| 4. | Peru      | 33:61 | 30:38 | 34:42 | ***   | 52:27 | 49:19 | 2 | 3 | 198:187 | 7  |
| 5. | Egypt     | 28:66 | 38:52 | 38:57 | 27:52 | ***   | 31:29 | 1 | 4 | 162:256 | 6  |
| 6. | Švýcarsko | 21:86 | 28:54 | 23:49 | 19:49 | 29:31 | ***   | 0 | 5 | 120:269 | 5  |

#### Skupina D
|    |         | MEX   | FRA   | CUB   | IRN   | IRL   | V | P | Skóre   | B |
| 1. | Mexiko  | ***   | 56:42 | 39:31 | 68:27 | 71:9  | 4 | 0 | 234:109 | 8 |
| 2. | Francie | 42:56 | ***   | 37:31 | 62:30 | 73:14 | 3 | 1 | 214:131 | 7 |
| 3. | Kuba    | 31:39 | 31:37 | ***   | 63:30 | 88:25 | 2 | 2 | 213:131 | 6 |
| 4. | Írán    | 27:68 | 30:62 | 30:63 | ***   | 49:22 | 1 | 3 | 136:215 | 5 |
| 5. | Irsko   | 9:71  | 14:73 | 25:88 | 22:49 | ***   | 0 | 4 | 70:281  | 4 |

### Čtvrtfinále
Francie -  Chile 	53:52pp (18:25, 42:42)
9. srpna 1948 - Londýn (Harringay Arena)
 Brazílie -  Československo 		28:23 (10:13)
9. srpna 1948 - Londýn (Harringay Arena)
 USA -  Uruguay 63:28 (31:17)
9. srpna 1948 - Londýn (Harringay Arena)
 Mexiko -  Jižní Korea 	43:32 (24:16)
9. srpna 1948 - Londýn (Harringay Arena)

### Semifinále
USA –  Mexiko 71:40 (30:15)
11. srpna 1948 - Londýn (Harringay Arena)
 Francie –  Brazílie 43:33 (23:19)
11. srpna 1948 - Londýn (Harringay Arena)

### Finále
USA –  Francie 65:21 (28:9)
13. srpna 1948 - Londýn (Harringay Arena)

### O 3. místo
Brazílie –  Mexiko 	52:37 (17:25) 
13. srpna 1948 - Londýn (Harringay Arena)

### O 5. – 8. místo
Chile –  Československo		38:36 (14:13)
12. srpna 1948 - Londýn (Harringay Arena)
 Uruguay –  Jižní Korea 42:36 (23:26)
12. srpna 1948 - Londýn (Harringay Arena)

### O 5. místo
Uruguay –  Chile 	50:32 (21:15)
13. srpna 1948 - Londýn (Harringay Arena)

### O 7. místo
Československo –  Jižní Korea 39:38 (13:23)
13. srpna 1948 - Londýn (Harringay Arena)

### O 9. - 16. místo
Belgie -  Maďarsko		2:0
11. srpna 1948 - Londýn (Harringay Arena)
 Kanada -  Írán 81:25 (49:8)
11. srpna 1948 - Londýn (Harringay Arena)
 Peru -  Kuba 45:40pp (21:18, 35:35)
11. srpna 1948 - Londýn (Harringay Arena)
 Filipíny -  Argentina 45:43 (21:23)
11. srpna 1948 - Londýn (Harringay Arena)

### O 9. - 12. místo
Kanada -  Belgie 45:40 (20:25)
12. srpna 1948 - Londýn (Harringay Arena)
 Peru -  Filipíny 	40:29 (23:8)
12. srpna 1948 - Londýn (Harringay Arena)

### O 9. místo
Kanada -  Peru 49:43 (26:16)
13. srpna 1948 - Londýn (Harringay Arena)

### O 11. místo
Belgie -  Filipíny 38:34 (16:16)
13. srpna 1948 - Londýn (Harringay Arena)

### O 13. - 16. místo
Írán -  Maďarsko		2:0
12. srpna 1948 - Londýn (Harringay Arena)
 Kuba -  Argentina 35:34 (14:17)
12. srpna 1948 - Londýn (Harringay Arena)

### O 13. místo
Kuba -  Írán 	70:36 (32:11)
13. srpna 1948 - Londýn (Harringay Arena)

### O 15. místo
Argentina -  Maďarsko		2:0
13. srpna 1948 - Londýn (Harringay Arena)

### O 17. - 23. místo
Čína -  Švýcarsko 42:34 (25:20)
11. srpna 1948 - Londýn (Harringay Arena)
 Velká Británie -  Irsko 46:21 (24:5)
11. srpna 1948 - Londýn (Harringay Arena)
 Itálie -  Irák 77:28 (34:10)
11. srpna 1948 - Londýn (Harringay Arena)
 Egypt bez boje 

### O 17. - 20. místo
Čína -  Velká Británie 54:25 (23:14)
12. srpna 1948 - Londýn (Harringay Arena)
 Itálie -  Egypt 35:33 (15:11)
12. srpna 1948 - Londýn (Harringay Arena)

### O 17. místo
Itálie -  Čína 54:38 (25:21)
13. srpna 1948 - Londýn (Harringay Arena)

### O 19. místo
Egypt -  Velká Británie 50:18 (22:9)
13. srpna 1948 - Londýn (Harringay Arena)

### O 21. - 23. místo
Švýcarsko -  Irsko 	55:12 (31:3)
12. srpna 1948 - Londýn (Harringay Arena)
 Irák bez boje

### O 21. místo
Švýcarsko -  Irák 2:0
13. srpna 1948 - Londýn (Harringay Arena)

## Soupisky
1.  USA

Cliff Barker • Don Barksdale • Ralph Beard • Lew Beck • Vince Boryla • Gordon Carpenter • Alex Groza • Wallace Jones • Bob Kurland • Ray Lumpp • R. C. Pitts • Jesse Renick • Jack Robinson • Kenny Rollins.
2.  Francie

André Barrais • Michel Bonnevie • André Buffière • René Chocat • René Dérency • Maurice Desaymonet • André Even • Maurice Girardot • Fernand Guillou • Raymond Offner • Jacques Perrier • Yvan Quénin • Lucien Rebuffic • Pierre Thiolon.
3.  Brazílie

Algodão • Bráz • Marcus Vinícius Dias • Afonso Évora • Ruy de Freitas • Alexandre Gemignani • Alberto Marson • Alfredo da Motta • Nilton Pacheco • Massinet Sorcinelli.
4.  Mexiko

Alberto Bienvenu, Mudo Acuña, Emilio López, Fernando Rojas, Francisco Galindo, Héctor "Tarzán" Guerrero, Ignacio Romo, Isaac Alfaro, Jorge Cardiel, Jorge Gudiño, José Cabrera, José Rojas, Josué "Neri" Santos, Rodolfo Díaz.
5.  Uruguay

Adesio Lombardo, Carlos Roselló, Eduardo Folle, Eduardo Gordon, Gustavo Magariños, Héctor García, Héctor Ruíz, Martín Acosta y Lara, Miguel Diab, Nelson Demarco, Néstor Antón, Roberto Lovera, Víctor Cieslinskas.
6.  Chile 

Andrés Mitrovic, Eduardo Cordero, Eduardo Kapstein, Exequiel Figueroa, Hernán Raffo, Juan José Gallo, Luis Marmentini, Manuel Ledesma, Marcos Sánchez, Roberto Hammer, Victor Mahaña.
7.  Československo

Ctirad Benáček, Ivan Mrázek, Jan Kozák, Jiří Drvota, Jiří Siegel, Karel Bělohradský, Josef Ezr, Jozef Kalina, Josef Křepela, Josef Toms, Ladislav Trpkoš, Václav Krása, Zdeněk Chlup, Zoltán Krenický.
8.  Jižní Korea 

An Byeong-Seok, Bang Won-Sun, Chang Ri-Jin, Jo Deuk-Jun, Gang Bong-Hyeon, Kim Jeong-Sin, Lee Jun-Yeong, Lee Sang-Hun, O Su-Cheol.
9.  Kanada

Bennie Lands, Doodie Bloomfield, Dave Campbell, Nev Munro, Harry Kermode, Reid Mitchell, Mendy Morein, Murray Waxman, Ole Bakken, Pat McGeer, Bob Scarr, Cy Strulovitch, Sol Tolchinsky, William Bell.
10.  Peru

Alberto Fernández, Arturo Ferreyros, Carlos Alegre, David Descalso, Eduardo Fiestas, Guillermo Ahrens, Juan Vizcarra, Luis Sánchez, Rodolfo Salas, Rodolfo Soracco, Virgilio Drago.
11.  Belgie

Armand Van Wambeke, Augustin Bernaer, Émile Kets, François De Pauw, Georges Baert, Gustave Poppe, Henri Coosemans, Henri Hermans, Julien Meuris, Léon Lampo, Louis Van De Goor, René Steurbaut • Alexander Hollanders, Henri Hollanders.
12.  Filipíny

Andy de la Cruz, Eddie Decena, Eduardo Fulgencio, Francisco Vestil, Felicisimo Fajardo, Gabriel Fajardo, Lauro Mumar, Manuel Araneta, Primitivo Martínez, Ramón Campos.
13.  Kuba

Casimiro García, Fabio Ruíz, Fico López, Frank Lavernia, José Llanusa, Mario Aguero, Mario Quintero, Miguel Llaneras, Ramón Wiltz, Raúl García, Alfredo Faget, Juan García, Pedro Otero.
14.  Írán

Abolfazl Salabi, Asghar Ehssassi, Fereidoun Esfandiary, Ferydoun Sadeghi, Hussain Jabbar Zadegan, Hossein Karandish, Houshang Rafat Jah, Hossein Soudipour, Hossein Hashemi, Hossein Soroudi, Kazem Ashtari, Ziaeddin Shademan, Farhang Mohtadi.
15.  Argentina

Arturo Ruffa, Bruno Varani, Jorge Nure, Juan Uder, León Martinetti, Leopoldo Contarbio, Manuel Guerrero, Oscar Pérez, Oscar Furlong, Raúl Calvo, Rafael Lledo, Ricardo González, Rubén Menini, Tomás Vio.
16.  Maďarsko

Antal Bánkuti, Attila Timár-Geng, Ede Vadászi, Géza Kardos, György Nagy, István Timár-Geng, János Halász, József Kozma László Novakovszky, Tibor Mezőfi, Tibor Zsiros, István Lovrics.
17.  Itálie

Carlo Cerioni, Ezio Mantelli, Federico Marietti, Giancarlo Marinelli, Giancarlo Primo, Gianfranco Bersani, Giovanni Nesti, Luigi Rapini, Renzo Ranuzzi, Romeo Romanutti, Sergio Ferriani, Sergio Stefanini, Valentino Pellarini, Vittorio Tracuzzi.
18.  Čína

Chia Chungchang, Chua Bonhua, Kya Iskyun, Edward Lee, Lee Tsuntung, Pao John, Wee Tian Siak, Woo Chengchang, Yee Jin, Yu Saichang.
19.  Egypt

Ahmed Nessim, Albert Fahmy Tadros, Armand Catafago, Fouad Abdel El-Kheir, Hassan Moawad, Hussain Kamal Montassir, Mohamed Youssef Medhat, Mohamed Habib, Mohamed Soliman, Robert Magzoumieh, Youssef Mohamed Abou Ouf, Abdel Rahman Ismail Hafez.
20.  Velká Británie

Frank Cole, Trevor Davies, Alex Eke, Malcolm Finlay, Colin Hunt, Douglas Legg, Ronald Legg, Stanley McMeekan, Sydney McMeekan, Robert Norris, Lionel Price, Harry Weston, Stanley Weston.
21.  Švýcarsko
Bernard Dutoit, Claude Chevalley, Gérald Piaget, Georges Stockly, Hans Gujer, Henri Baumann. Jean Tribolet, Jean Pare, Claude Landini, Jean Pollet, Marcos Bossy, Maurice Chollet. Pierre Albrecht, Robert Geiser.
22.  Irák

Jalil Hashim, Awni Kanaan, Kadir Irfan, Ali Salman, Faras Saleh, George Hanna, Hamid Ahmed, Khalil Wadoou, Mahdi Salman, Yonan Emile.
23.  Irsko

Christy Walsh, Daniel Reddin, Donald O'Donovan, Donald Sheriff, Frank O'Connor, Harry Boland, Jim Flynn, Jimmy McGee, Paddy Crehan, Paddy Sheriff, Tommy Keenan, Tommy Malone, Bill Jackson.

## Konečné pořadí
| XVI. | Olympijské hry | Z | V | P | Skóre   | B  |
| ---- | -------------- | - | - | - | ------- | -- |
| 1.   | USA            | 8 | 8 | 0 | 524:256 | 16 |
| 2.   | Francie        | 7 | 5 | 2 | 331:281 | 12 |
| 3.   | Brazílie       | 8 | 7 | 1 | 376:263 | 15 |
| 4.   | Mexiko         | 7 | 5 | 2 | 372:264 | 12 |
| 5.   | Uruguay        | 8 | 5 | 3 | 369:303 | 13 |
| 6.   | Chile          | 8 | 4 | 4 | 391:301 | 12 |
| 7.   | ČSR            | 8 | 5 | 3 | 315:294 | 13 |
| 8.   | Jižní Korea    | 8 | 3 | 5 | 364:279 | 11 |
| 9.   | Kanada         | 7 | 5 | 2 | 316:288 | 12 |
| 10.  | Peru           | 8 | 4 | 4 | 362:290 | 12 |
| 11.  | Belgie         | 9 | 6 | 3 | 357:274 | 15 |
| 12.  | Filipíny       | 8 | 4 | 4 | 369:319 | 12 |
| 13.  | Kuba           | 7 | 4 | 3 | 358:246 | 11 |
| 14.  | Írán           | 7 | 2 | 5 | 199:366 | 9  |
| 15.  | Argentina      | 8 | 4 | 4 | 325:279 | 12 |
| 16.  | Maďarsko       | 8 | 3 | 5 | 201:178 | 11 |
| 17.  | Itálie         | 8 | 4 | 4 | 340:303 | 12 |
| 18.  | Čína           | 8 | 5 | 3 | 411:319 | 13 |
| 19.  | Egypt          | 7 | 2 | 5 | 245:309 | 9  |
| 20.  | Velká Británie | 8 | 1 | 7 | 192:423 | 9  |
| 21.  | Švýcarsko      | 8 | 2 | 6 | 211:323 | 10 |
| 22.  | Irák           | 7 | 0 | 7 | 141:624 | 7  |
| 23.  | Irsko          | 6 | 0 | 6 | 103:390 | 6  |